# Gadd (ved)
Gadd är ett gammalt uttryck för ved som innehåller mycket tjära och kåda. I synnerhet avses döda talltoppar, som kan vara formligen indränkta med kåda. Detta är bland den mest lättända ved som finns. När gadd täljs blir spånorna små men tar ändå eld nästan som bensin.
Jämför norskans gadd med betydelsen ”torrt furuträ”.